# 芭芭拉·柏克瑟
芭芭拉·李維·柏克瑟（英語：Barbara Levy Boxer，1940年11月11日—）是美國的政治人物、曾擔任加利福尼亚州聯邦參議員。
身為民主黨籍，鮑克瑟在1992年被選為參議員。在從政生涯中，鮑克瑟一直大力支持環保議題、婦女權利、槍械管制、以及政府資助的醫學研究。她被認為是民主黨內更為左派和進步派的人物，這使她經常與黨內其他較保守的成員產生衝突。鮑克瑟在卡利佛尼亞選區的選票基礎也隨著連任資歷增加而逐漸穩固。在110屆國會裡鮑克瑟是參議院裡環境及公共工程委員會的主席，她是第一個擔任此職位的女性參議員。
鮑克瑟現擔任屬少數派的民主黨副黨鞭職務，曾經從2007年1月3日到2015年1月3日成為多數派的副黨鞭。2015年1月8日，鮑克瑟宣布她將不會在2016年的選舉中尋求連任。

## 早年生涯和家庭
芭芭拉·李維生於紐約市布鲁克林区的一個猶太裔家庭，母親則是波蘭人。她就讀了公立學校，並且在1958年自溫格中學（Wingate）畢業。她在1962年從布魯克林學院（Brooklyn College）取得了經濟學的學士學位，在校園裡她也加入了Delta Phi Epsilon姊妹會社團。在畢業的同一年她與史都華·鮑克瑟結婚。
鮑克瑟在接下來三年裡擔任证券经纪人的工作，同時她的丈夫則就讀了法學院。不久後夫妻搬至卡利佛尼亞的馬林郡，並且生下了兩名小孩—道格和妮可。在1970年代裡鮑克瑟擔任了Pacific Sun週報的記者，並且也擔任了國會議員的助理。在1976年鮑克瑟被選為馬林郡的郡督察員，任職達6年之久。在這段期間裡鮑克瑟也成為馬林郡第一個女性的郡督察委員會主席。
在1994年她的女兒妮可·鮑克瑟嫁給了湯尼·羅德漢，湯尼還是當時第一夫人希拉蕊·柯林頓的弟弟，兩人的婚禮在白宮舉行。他們生下了一個兒子查克，但在2000年便離婚了。
鮑克瑟還寫了一本小說A Time to Run，在2005年由舊金山的一間出版社出版，但小說得到的評價則褒貶不一。

## 美國眾議員
鮑克瑟在1982年被選為美國眾議員，代表加利福尼亞州的第六選區（馬林郡）長達四屆任期之久。
在任期裡她專注於人權議題、環境保護、軍事採購程序改革、以及支持墮胎的活動。她也致力於保護政府內部申訴者的安全，並且鼓吹將更多預算分配給健保、生物研究、以及教育部份。
身為眾議院軍事委員會的成員，鮑克瑟揭發了國防部以軍事採購案為名挾帶的「$7,600元的五角大廈咖啡杯」弊案，並且成功通過數十個軍事採購改革法案。
不過，鮑克瑟自己也被捲入眾議院的銀行業醜聞中，Sacramento Bee日報在1992年3月1日揭發了鮑克瑟與其他數名眾議員開出大量空頭支票的醜聞，鮑克瑟承認她並沒有注意到那些支票缺乏足夠的存款償還。在三年期間裡她總共開出了143張空頭支票、總額高達$41,417元。
在1991年，在審核最高法院的法官候選人Clarence Thomas的一場指控他涉嫌性騷擾的聽證會上，鮑克瑟領導一群女性眾議員前往參議院的司法委員會，抗議要求在場的所有參議員（當時皆為男性白人）認真看待這場性騷擾指控的重要性。這次活動也促長了鮑克瑟在1992年競選參議員的聲勢，那一年裡競選參議員的女性候選人數量打破了歷史紀錄。

## 美國參議員

### 選舉
在1992年，卡利佛尼亞的民主黨參議員阿兰·克兰斯顿退休了，鮑克瑟投入當年的參議院選舉以接替他空出的職位。共和黨提名了保守派電視評論員Bruce Herschensohn參選，Herschensohn的支持度在投票前夕因為被揭露曾出席一場脫衣秀舞會而大為下跌，最後被鮑克瑟以3%的票數之差擊敗。在1998年她再度當選連任，以10%票數差距擊敗共和黨提名的前加州財務部長鄺傑靈。她曾決定在2004年退休，但宣稱因為要繼續對抗保守派而仍競選連任。在2004年的民主黨初選中鮑克瑟已經沒有遇到任何對手，並在正式選舉中以20%票數差距擊敗共和黨的前加州州務卿Bill Jones，這次選舉也使鮑克瑟創下加州歷史上當選眾議員票數最高的紀錄（6,955,728票），這也是美國史上第三高的票數紀錄。

### 政治立場

#### 健保體制
參議員鮑克瑟支持增加對醫療研究的公共補助。在2002年10月鮑克瑟要求布希政府應該採取行動調查自閉症患者在加州劇增的原因。她也要求衛生及公共服務部部長Tommy Thompson應該替自閉症的診斷標準建立一個全國統一的規定，要求美國疾病防治中心以及毒物和疾病註冊署（ATSDR）組成調查小組研究當前自閉症的資料記載和病因，並且要求國家衛生院（National Institutes of Health）和美國疾病控制與預防中心（CDC）與地方州合作建立一個全國性的慢性疾病資料庫。
鮑克瑟堅定的支持幹細胞研究，她認為這可以造福那些患有糖尿病、帕金森氏症、阿茲海默症、以及其他疾病的患者。

#### 教育
鮑克瑟推動一項立法由聯邦政府補助地區的課後活動計畫，宣稱這項計畫可以幫助孩童的課業進展、並且減少犯罪和吸毒問題。她推動的另一項法案則鼓勵對學校捐助電腦和軟體等資源。
鮑克瑟支持了布希總統發起的「不讓任何孩子落後」（No Child Left Behind）法案，自從法案在2001年通過後，她批評這項法案因缺乏數十億元的經費而無法付諸實現。她投票要求對這項法案補助更多預算，以實現法案原本設定的目標。
鮑克瑟投票支持增加Pell獎學金計畫的金額上限，以提供低階收入戶學童就讀學校。除此之外她支持了一些稅賦減免優惠，宣稱那能夠幫助一般家庭支付高等教育費用。
她曾和其他議員共同發起一項允許大學院校畢業生再次進行貸款的法案，宣稱那能夠幫助畢業新人發展未來生涯。
鮑克瑟自行創立了一個「傑出教育獎」獎項，頒發給那些被認為對教育事業有所貢獻教師、家長、和商業團體。自從1997年來參議員鮑克瑟已經頒發了38枚傑出教育獎獎章。

#### 經濟
參議員鮑克瑟和約翰·恩賽（內華達州）共同發起了美國投資法案（Invest in the USA Act）。這項法案在2004年10月通過，目標是為了鼓勵美國公司將海外利潤帶回美國，以在美國創造工作機會、並且促進經濟成長。

#### 環保
鮑克瑟在2003年與其他民主黨人一同成功阻撓了對北極圈野生動物保護區的石油探測解禁法案，在2005年鮑克瑟再次投票反對開放石油探測。
鮑克瑟在2005年提出了全國海洋保護法案（National Oceans Protection Act），以增強政府對海洋的管理、監控和保護，並解決海洋污染問題。法案也涵蓋了對海洋科學研究、海洋動物保育、沿海發展等領域的補助。
鮑克瑟也與其他人一同提出清靜能源法案，以減低發電廠運作所帶來的數種污染源。
在2007年1月鮑克瑟擔任了參議院環境及公共工程委員會的主席，她企圖藉由各種政治手段減低全球暖化的程度。她所做的其中一項事情便是要求國會山莊減少用電量達到50%。

#### 婦女權利

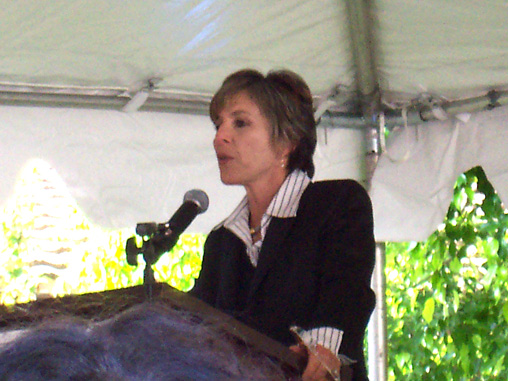
鮑克瑟在一場美國公民自由聯盟（ACLU）的集會上進行演講。

身為眾議員時，鮑克瑟起草了婦女施暴防制法（Violence Against Women Act），以改革司法體制在起訴婦女施暴案件時的效率，並且由聯邦政府提供地區執法單位資金和訓練以減少婦女施暴案件，法案在1994年被參議院通過。
鮑克瑟在2004年起草了擴展墮胎權利的自由選擇法案（Freedom of Choice Act）。鮑克瑟也和紐約州參議員希拉蕊·柯林頓一同在2005年提出了家庭計畫服務法，目標為減低非預期的懷孕、減少墮胎數量、改善婦女的健保管道。
鮑克瑟反對限制墮胎的管道，例如對於後期墮胎手術的限制、以及要求通知父母的規定。

#### 社會福利
鮑克瑟支持當前美國的社會福利制度，反對布希總統和共和黨試圖改革及民營之的計畫。她還推動一項退休金保護法案以鞏固勞工的退休收益，這項法案最後在1997年被寫入法條。
隨著安然公司爆發醜聞，鮑克瑟再度推動法案以確保退休計畫的多元化。她也推動一項法案禁止會計公司替自己所屬的企業進行查帳和核報工作。

#### 選舉改革

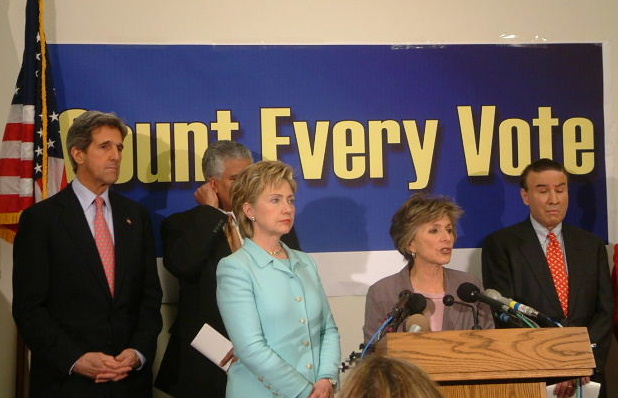
鮑克瑟與柯林頓一同宣傳「計算每張選票」法案，2005年2月18日。

在2005年1月6日，鮑克瑟與俄亥俄州的眾議員Stephanie Tubbs Jones一同對俄亥俄州選舉人團在2004年總統大選裡的弊端展開抗議。她宣稱這次抗議是要「揭露選舉制度底下的醜陋真面目」，然而這次抗議招惹了朝野的反彈，在參議院被以1-76的票數否決、眾議院則是31-276 （页面存档备份，存于）。這次抗議是美國歷史上第二次出現對整個選舉人團制度提出抗議的紀錄，第一次要追溯至1877年了。
鮑克瑟後來宣稱她發動抗議的動機是因為看了麥克·摩爾導演的電影華氏911才產生念頭的，因為電影裡描繪了2000年總統大選中佛羅里達州的開票爭議，當時極少有參議員對這次爭議提出質疑，儘管民間有許多人指控開票存在弊端。鮑克瑟說她被這部電影所感發，並且會堅持不再讓這種事情發生。
在2005年2月18日，鮑克瑟和希拉蕊·柯林頓等人一同推出了「計算每張選票」法案，規定要在每台投票機上提供選民一張額外的註記選票，以在計票爭議出現時方便重新計票。這個法案也規定聯邦政府的選舉協助委員會要對投票機提出統一的規格，並且在每個投票所訓練計票人員。不過，鮑克瑟並不支持另一項要求全國選民在投票之前事先表達立場以備查證的配套制度。

#### 布希內閣提名

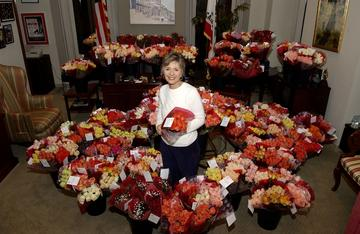
在批評2004年的總統選舉後，鮑克瑟接到支持者贈送的4,500朵玫瑰花。

在2005年1月審核布希提名的國務卿人選康多莉扎·萊斯時，鮑克瑟在質詢中逼著要萊斯承認布希總統在2003年發動伊拉克戰爭的決定錯誤、並且作出了錯誤的聲明，最後鮑克瑟也是12名投票否決了萊斯提名的參議員之一，但提名仍順利通過。
在參議院的外交委員會裡，鮑克瑟也投票反對布希提名的John Bolton擔任美國駐聯合國大使，並且使用議事阻撓手段在院會裡阻擋他的提名。由於在參議院遭到民主黨強力阻撓，Bolton沒有成功通過提名審核。不過最後布希總統利用了憲法賦予的休會認命權，硬是讓Bolton擔任了這個職務。
鮑克瑟也投票反對了布希提名的約翰·格洛佛·羅伯茨擔任首席大法官，並且反對由Samuel Alito擔任大法官的提名。她投票反對這兩名法官的理由是出自她對墮胎、婦女權利、以及執政機關權力等議題的顧慮。

#### 外交政策

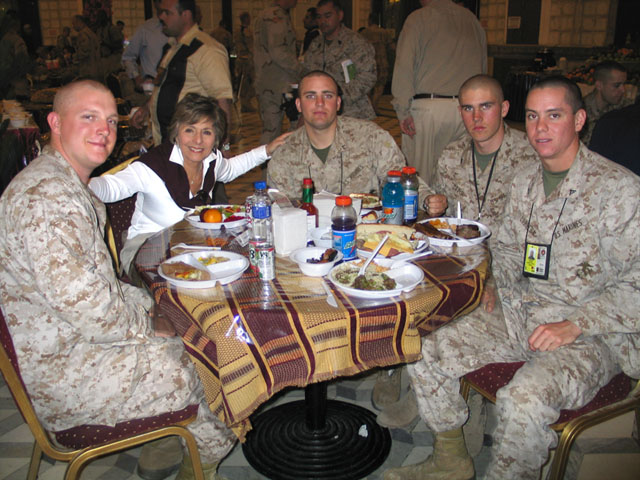
在前往伊拉克考察的途中，鮑克瑟與來自加州的海軍陸戰隊士兵共進午餐，2005年3月22日。

在1997年參議院通過了一項由鮑克瑟提出的決議，使美國不再承認阿富汗的塔利班政權為合法政府，以抗議塔利班在婦女權利侵犯上的惡劣紀錄。在2001年10月鮑克瑟成功通過了另一項法案，要求剛成立的阿富汗臨時政府要有婦女擔任公職。
在911恐怖攻擊事件後，鮑克瑟起草一項法案以保護民營客機免受恐怖份子以追熱飛彈攻擊的危險，並且推動一項法案允許受過特別訓練的客機駕駛員在駕駛艙裡攜帶武器。鮑克瑟起草了高科技港口安全法案（High-Tech Port Security Act），並且發起另一項化學安全法案，以減低恐怖份子以化學武器進行攻擊的威脅。鮑克瑟也與其他議員發起了鐵路安全法案。
在2002年10月鮑克瑟投票反對授權布希政府對伊拉克發動戰爭，雖然投票最後在國會被通過了。後來鮑克瑟宣稱這次投票是她「生命中投的最好的一票」。
在2005年，鮑克瑟在參議院外交委員會裡通過一項修正案，要求沙烏地阿拉伯允許婦女參與公職選舉，並且在未來所有選舉裡都有權利參加。
鮑克瑟也是2005年的達爾富爾保護法案（S. 495）的發起人之一，對在達爾富爾發生的違反人道罪行施予制裁。這項立法也在達爾富爾空域劃出了一塊禁飛區，並且協調美國與蘇丹政府一同逮捕並起訴那些涉嫌實行種族滅絕和戰爭犯罪的人。法案也對蘇丹政府的處置不當作出制裁懲罰，將會影響蘇丹的石油出口產業，同時也會對那些在蘇丹政府裡任職卻又支持種族滅絕的人不利。
鮑克瑟曾這樣抨擊國務卿康多莉扎·萊斯在伊拉克戰爭上的立場：「我個人相信—從我個人的觀點來看，妳（萊斯）對於伊拉克任務的忠誠只不過是為了販賣戰爭罷了，而不是對於真理的尊重。」在2007年1月當鮑克瑟質詢萊斯有關布希總統即將派遣20,000名軍隊增援伊拉克的決定時，鮑克瑟這樣說道：「我不需要對這樣的決策承擔代價。我的子女都太大了、而我的孫子女則又太小了。而就我所知你也不需要替這個決策承擔代價，至少你沒有近親剛好處於役齡的年紀。那麼是誰會負起代價？當然是其他的美國人和他們的家人…既不是我也不是妳。」當萊斯試圖反駁她時，鮑克瑟又說道：「國務卿女士，我知道妳對這個決策感到相當可怕，但這不是重點。我的問題在於是誰會替妳的決定付出代價。然而這個政府決定繼續擴大衝突，增加我們所要付出的軍事代價…這讓我感到相當震驚。」.

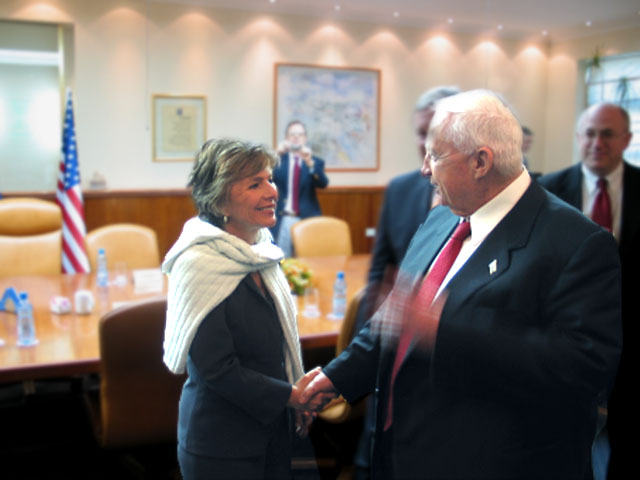
鮑克瑟與以色列總理夏隆會面，2005年3月30日。

然而，紐約郵報以及白宮的媒體發言人Tony Snow認為鮑克瑟的質詢是在嘲諷萊斯處於單身狀態而且又沒有子女，並且還將鮑克瑟的質詢稱為「女性主義發展的大退步」。一名舊金山記事報（San Francisco Chronicle）的評論家Debra J. Saunders也對鮑克瑟的言論批評道：「當鮑克瑟把萊斯貼上沒有子女的標籤時，她所做的就像是那些左派份子常做的事—限定一個人必須符合某些階級條件才能夠公開發表他的意見。鮑克瑟的說法之荒唐程度，就好像是主張只有那些子女住在海珊統治下的伊拉克的父母才有資格對伊拉克戰爭發表意見一般。」

#### 網路
鮑克瑟也和共和黨參議員George Allen一同發起了快速啟動寬頻法案（Jumpstart Broadband Act），規定在電信設備上保留更多頻譜以供更新的寬頻技術採用，例如Wi-Fi技術。鮑克瑟也支持了一項對鄉村地區寬頻產業提供20%稅額減免的法案。
鮑克瑟反對對網路業徵收入口稅和販賣稅，在2001年和參議員George Allen一同將開徵網路稅的提案再度延期了5年。鮑克瑟也推出了2005年的間諜防治法案（S. 687），管制所有電腦軟體的強迫性安裝，禁止可能侵犯使用者隱私權的軟體功能，並且禁止在軟體裡附加會妨礙使用者正常移除軟體的設計。

#### 槍械管制
鮑克瑟發起一項法案要求在槍械上加裝安全鎖，以避免槍械遭孩童接觸而釀成悲劇。鮑克瑟也發起一項聯邦法案，禁止各式各樣的半自動射擊槍械，並且支持禁止生產那些被稱為「警察殺手」的彈藥類型（以能夠穿透防彈衣的硬金屬彈頭製成）。
鮑克瑟也發起一項法案，規定在美國生產的手槍必須符合與進口槍械同樣品質和安全性的標準，試圖禁止低階的槍械進入市場販售—也就是那些價格低廉而又容易隱藏的槍械。然而，這種低階槍械的主要顧客其實是那些無法負擔高昂費用的消費者，例如收入不多但又需要槍械防身的少數族群。
她也因此遭到持槍公民和擁護槍械權利團體的批評，事實上鮑克瑟自己也擁有加州的持槍許可證照—而且持槍證照在加州是相當難以取得的，他們也因此批評她立場偽善。

#### 同性戀權利
鮑克瑟是同性戀權利的強烈支持者。她曾公開反對將婚姻界定為男女之間的聯邦婚姻修正案（Federal Marriage Amendment），並且大力支持同性配偶間的婚姻權利，以及保護他們免受職場歧視的法案。
鮑克瑟也是仇恨罪防治法案（Hate Crimes Prevention Act）的發起人之一，這個法案規定聯邦政府協助地方單位調查仇恨罪（帶歧視的仇恨言論等），並且會將仇恨罪的定義擴展至任何基於性別、性取向、以及殘障而做出的歧視言論。

#### 美國—印度核子合作
鮑克瑟大力批評美國與印度之間的核子能源研究合作，他認為除非印度放棄與伊朗的任何外交關係，美國不應該與印度進行任何核子能源研究。

### 2008年總統選舉
許多人推測鮑克瑟可能曾考慮過在2008年投入總統選舉。不過，鮑克瑟曾經親自表明無意參選總統，她還曾開玩笑道：「我想我們總要有個人留在參議院吧」，因為許多鮑克瑟的民主黨參議員同僚（希拉蕊·柯林頓、巴拉克·奧巴馬等人）都已經表示參選總統的興趣了。

## 其他
- 鮑克瑟可能是目前參議院裡身高最矮的議員了，幾乎只有五英尺高。她在演講時都會在演講台後使用一個墊腳的箱子來增加高度（被稱為鮑克瑟紙箱）。
- 鮑克瑟曾經在電影《毒網》（Traffic）及數個電視劇中客串扮演她自己，包括《風雲女郎》（Murphy Brown）及《兩代情尋轉》（Gilmore Girls）的第三季等。
- 在2006年10月，Radar雜誌將鮑克瑟列為「美國最蠢的國會議員」裡的第五名。[21]

## 延伸閱讀
- Background and collected news at The Washington Post
- 美國國會國家人物傳記大辭典中的傳記
- 由華盛頓郵報維護的投票記錄
- 智慧投票计划中的傳記、投票紀錄及利益集團評級
- Congressional profile at GovTrack
- Congressional profile at OpenCongress
- Issue positions and quotes at On the Issues
- Financial information at OpenSecrets.org
- Staff salaries, trips and personal finance at LegiStorm.com
- 聯邦選舉委員會中的競選財務報告和數據
- Appearances on C-SPAN programs
- 查理·羅斯訪談錄上的出場
- 網路電影資料庫上的亮相頁面
- Collected news and commentary at The New York Times
- Collected news and commentary at The Wall Street Journal
- Works by or about 芭芭拉·柏克瑟 in libraries (WorldCat catalog)
- Profile at Ballotpedia

## 外部連結
- 芭芭拉·鮑克瑟參議院官方網站
- 芭芭拉·鮑克瑟 （页面存档备份，存于）參議員競選網站
- 中的“芭芭拉·柏克瑟”
- 接受Progressive雜誌的訪問 （页面存档备份，存于）
- Project Vote-Smart的檔案
- 參議院投票紀錄 （页面存档备份，存于）
- 發起的法案列表
- 評論伊拉克議題的影片

| 美国众议院               | 美国众议院                                                                     | 美国众议院             |
| ------------------------ | ------------------------------------------------------------------------------ | ---------------------- |
| 前任者： 菲利普·伯頓     | 加利福尼亞州第六國會選區 眾議院議員 1983年－1993年                             | 繼任者： 林恩·伍爾西   |
| 政党职务                 |                                                                                |                        |
| 前任者： 利奧·麥卡錫     | 美國參議員加利福尼亞州民主黨被提名人 （第3類） 1992年、1998年、 2004年、2010年 | 繼任者： 卡瑪拉·哈里斯 |
| 前任者： 約翰·布魯       | 參議院少數副黨黨鞭 2005年－2017年                                              | 繼任者： 傑夫·默克利   |
| 美国参议院               |                                                                                |                        |
| 前任者： 艾倫·克蘭斯頓   | 加利福尼亞州第3類參議員 1993年－2017年 與黛安·范士丹同時在任                   | 繼任者： 卡瑪拉·哈里斯 |
| 前任者： 吉姆·英霍夫     | 參議院環境委員會主席 2007年－2015年                                            | 繼任者： 吉姆·英霍夫   |
| 前任者： 喬治·沃伊諾維奇 | 參議院道德委員會主席 2007年－2015年                                            | 繼任者： 強尼·艾薩克森 |
| 前任者： 大衛·維特       | 參議院環境委員會副主席 2015年－2017年                                          | 繼任者： 湯姆·卡波     |
| 前任者： 強尼·艾薩克森   | 參議院道德委員會副主席 2015年－2017年                                          | 繼任者： 克里斯·康斯   |